# 狭顶鳞毛蕨
狭顶鳞毛蕨（学名：Dryopteris lacera）为鳞毛蕨科鳞毛蕨属下的一个种。